# Al Mineo
Alfredo Manfredi (Palermo, 1880 – The Bronx, 5 november 1930), beter bekend als Alfred of Al Mineo, was een Italiaans-Amerikaans maffiabaas, de leider van wat later de familie Gambino zou worden.
Mineo was in de periode voor de Castellammarijnse oorlog hoofd van een van de grote vijf families in New York. Hij werd leider van de familie Salvatore D'Aquila in 1928, toen D'Aquila door Joe Masseria was vermoord. Mineo was als hoofd van de familie D'Aquila een belangrijke steun voor Masseria.
Op 5 november 1930 werden Mineo en zijn luitenant Steve Ferrigno neergeschoten in de Bronx. De schutters waren soldaten van Salvatore Maranzano, die Masseria had willen doden. Na de dood van Mineo werd zijn familie overgenomen door Frank Scalice, die een verbintenis aanging met Maranzano. Masseria leed hiermee een belangrijke nederlaag.